# Дуго Село Лукачко
Дуго Село Лукачко је насељено место у саставу општине Лукач у Вировитичко-подравској жупанији, Република Хрватска.

## Историја
До територијалне реорганизације у Хрватској налазило се у саставу старе општине Вировитица.

## Становништво
На попису становништва 2011. године, Дуго Село Лукачко је имало 570 становника.

## Попис1991.
На попису становништва 1991. године, насељено место Дуго Село Лукачко је имало 593 становника, следећег националног састава:
| Попис 1991.‍  | Попис 1991.‍  | Попис 1991.‍ | Попис 1991.‍ | Попис 1991.‍ |
| ------------ | ------------ | ----------- | ----------- | ----------- |
|              |              |             |             |             |
| Хрвати       | Хрвати       |             | 570         | 96,12%      |
| Југословени  | Југословени  |             | 3           | 0,50%       |
| Срби         | Срби         |             | 2           | 0,33%       |
| Мађари       | Мађари       |             | 1           | 0,16%       |
| Словенци     | Словенци     |             | 1           | 0,16%       |
| неопредељени | неопредељени |             | 1           | 0,16%       |
| непознато    | непознато    |             | 15          | 2,52%       |
| укупно: 593  |              |             |             |             |